# Israel Nathan Herstein
Israel Nathan Herstein   (Lublin, 28 de març de 1923 - Chicago, 9 de febrer de 1988), conegut normalment com Yitz Herstein, va ser un matemàtic americà d'origen polonès.

## Vida i obra
Tot i haver nascut a Lublin (actualment Polònia), el seu pare va emigrar al Canadà el 1926 i, dos anys més tard, quan ell tenia cinc anys, el va seguir la resta de la família; així que ll va créixer a Winnipeg durant la época de la Gran Depressió. Va estudiar a les universitats de Manitoba i de Toronto i, entre 1946 i 1948, va fer el treball de doctorat a la universitat d'Indiana sota la direcció de Max Zorn.
Després de ser professor de les universitats de Kansas i d'Ohio el 1951 va ser nomenat professor de la universitat de Chicago, en la qual va fer, per una banda, alguns treballs d'economia matemàtica sobre el comportament dels consumidors i la teoria de la utilitat, i, per altra, va rebre la influència d'Abraham Adrian Albert i d'Irving Kaplansky, els quals van inclinar el seu camp de treball cap a l'àlgebra i la teoria d'anells.
De 1953 a 1957 va ser professor de la universitat de Pennsilvània i de 1958 a 1962 a la universitat Cornell, abans de retornar a Chicago on va fer la resta de la seva carrera acadèmica. Era un admirador d'Itàlia i del menjar italià i viatjava sovint a Roma.
Herstein va publicar onze llibres de text que es van fer molt populars entre els estudiants de matemàtiques. A més va publicar més d'un centenar d'articles científics.